# Ceponožci
Ceponožci ali ceponožni raki (znanstveno ime Copepoda) so številčna skupina majhnih rakov, ki poseljuje morja in oceane ter praktično vse sladkovodne habitate, vključno z začasnimi vodnimi telesi in dovolj vlažnimi prostorčki v mahu, rastlinskem opadu in med listi. Mnoge vrste so tudi jamske.

## Telesne značilnosti
V splošnem so majhni raki, ki zrastejo v dolžino med 1 in 5 mm, največji zajedavski ceponožci pa so lahko dolgi več deset centimetrov. Največkrat so prozorni, nekatere vrste pa so živih barv ali celo luminiscenčne. Oblika telesa je odvisna od okolja, v katerem posamezna vrsta živi, največkrat pa se njihovo telo stožčasto oža proti zadnjemu delu, glava pa je zaokrožena ali koničasta.
Glava je zraščena s prvim in včasih še drugim členom oprsja. Najopaznejši del glave je največkrat par zelo dolgih, nerazvejanih tipalnic, ki jih ceponožci držijo pravokotno na telo. Njegova vloga je povečevanje plovnosti, zato je poraščen s ščetinami in razvit predvsem pri planktonskih vrstah. To je prvi par, drugi par je krajši in dvovejnat, sodeluje pri plavanju. Med tipalnicami je neparno navplijevo oko. Prvi par oprsnih nožic (torakopodov) je spremenjen v obustne okončine in sodeluje pri prehranjevanju, nadaljnji trije ali štirje so simetrično dvovejnati in so udeleženi pri premikanju, zadnji par ali dva pa sta prilagojena razmnoževanju. Vsak par plavalnih nog je prečno povezan med seboj s ploščo skeleta, tako da se lahko premikajo le simultano.
Zadek, ki je grajen iz petih členov, se proti koncu počasi oža in nima okončin, razen na analnem členu, kjer je par izrastkov. Ta sta lahko različno oblikovana, pri nekaterih planktonskih vrstah celo v spektakularnih oblikah in barvah.

## Življenjski krog
Ceponožci so posebnost med majhnimi raki v tem, da samci tvorijo spermatofor za oploditev samice. Po navadi so manjši in manj številčni od samic. Po parjenju samica tvori jajčno vrečko, v katero izleže do 50 ali več jajčec.
Ličinkam pravimo navpliji. Ko se petkrat ali šestkrat levijo, postanejo podobni odraslim živalim, a imajo nečlenjen zadek in manj parov nog. Odrastejo po dodatnih petih levitvah. Celoten stadij ličinke lahko traja od enega tedna do skoraj enega leta, celotna življenjska doba pa znaša od pol leta do malo več kot enega leta pri prosto živečih vrstah.
Hladna obdobja leta preživijo morske vrste kot jajčeca, kopenske vrste pa mirujejo obdana z neprepustnim ovojem in zakopana v blatu ter so sposobna preživeti obdobja, ko se njihovo okolje povsem izsuši.

## Ekologija
Večina vrst je morskih, mnogo pa jih poseljuje tudi sladkovodne habitate ali živijo v drobnih z vodo napolnjenih prostorčkih na kopnem. Tudi po načinu prehranjevanja je skupina zelo raznolika. Med njimi so plenilske in rastlinojede vrste, velik delež pa je tudi zajedavcev. Posebej morske vrste so lahko zelo številčne in pogosto predstavljajo največji delež planktona po številu osebkov na določenem območju. Rastlinojede morske vrste, ki se prehranjujejo s fitoplanktonom, so tako pomemben povezovalni element med primarnimi producenti in organizmi višje v prehranjevalni verigi. Mnogim od teh organizmov so poglavitni vir hrane. Nekateri znanstveniki celo ocenjujejo, da predstavljajo največji delež biomase v svetovnih oceanih in jih imenujejo »žuželke morja«.
Planktonski (pelagični) ceponožci so največkrat filtratorji, ki lovijo organski drobir in planktonske alge (npr. diatomeje). Druge vrste so vsejede ali plenilske, nekatere lovijo celo manjše ribe. Ceponožci, ki živijo pri dnu, največkrat jedo mikroorganizme in organski drobir, pritrjen na podlago.
Vsaj tretjina vrst je zajedavskih. Njihovi gostitelji so lahko ribe, mnogoščetinci, iglokožci, plaščarji ali školjke. Nekateri zajedajo tako, da se s preobraženimi nogami pritrdijo na gostitelja in z ostrimi obustnimi okončinami predrejo njegov integument ali škrge. Ti so še razmeroma podobni prostoživečim ceponožcem. Notranji zajedavci pa so pogosto toliko spremenjeni, da ne spominjajo več na ceponožce in jih je možno uvrstiti v to skupino le po ličinkah, ki niso prilagojene zajedavstvu.

### Pomen za človeka
Četudi živijo v praktično vseh sladkovodnih habitatih, večinoma ne predstavljajo tveganja za prečiščeno pitno vodo, le v nekaterih tropskih državah so opazili povezavo med njimi in izbruhi kolere. Domnevajo, da ceponožci delujejo kot prenašalci bakterij Vibrio cholerae, ki se oprimejo njihove površine. Po drugi strani se uspešno uporabljajo za biološko kontrolo ličink komarjev, ki prenašajo nevarne nalezljive bolezni, in jih namenoma naseljujejo v rezervoarje za deževnico v Vietnamu.
Nekatere vrste ceponožcev gojijo akvaristi za hrano ribam.

## Taksonomija
Opisanih je preko 12.000 vrst ceponožcev, s čimer so med številčnejšimi skupinami rakov. Združujemo jih v 10 redov. Za Slovenijo je znanih dobrih 100 sladkovodnih vrst. Za Tržaški zaliv zadnji pregledne raziskave v začetku 20. stoletja navajajo 160 vrst, a se je medtem okolje bistveno spremenilo, tako da o sodobni favni tega območja ni preglednih podatkov.